# 56. ročník udílení Zlatých glóbů
56. ročník udílení Zlatých glóbů probíhal dne 24. ledna 1999 v hotelu Beverly Hilton v Beverly Hills v Kalifornii. Nominace byly oznámeny dne 17. prosince 1998.

## Vítězové a nominovaní

### Filmové počiny.
| Nejlepší film (drama) | Nejlepší film (komedie / muzikál) |
| --- | --- |
| Zachraňte vojína Ryana - Královna Alžběta - Bohové a monstra - Zaříkávač koní - Truman Show | Zamilovaný Shakespeare - Skandál Bulworth - Zorro: Tajemná tvář - Doktor Flastr - Still Crazy – Pořád naplno - Něco na té Mary je                                                                   |
| Nejlepší herec (drama) | Nejlepší herečka (drama) |
| Jim Carrey – Truman Show - Stephen Fry – Oscar Wilde - Tom Hanks – Zachraňte vojína Ryana - Ian McKellen – Bohové a monstra - Nick Nolte – Utrpení | Cate Blanchett – Královna Alžběta - Fernanda Montenegro – Hlavní nádraží - Susan Sarandon – Druhá nebo první - Meryl Streep – Jediná správná věc - Emily Watson – Hilary a Jackie                   |
| Nejlepší herec (komedie / muzikál) | Nejlepší herečka (komedie / muzikál) |
| Michael Caine – Tichý hlas - Antonio Banderas – Zorro: Tajemná tvář - Warren Beatty – Skandál Bulworth - John Travolta – Barvy moci - Robin Williams – Doktor Flastr | Gwyneth Paltrow – Zamilovaný Shakespeare - Cameron Diaz – Něco na té Mary je - Jane Horrocks – Tichý hlas - Christina Ricci – Všichni moji muži - Meg Ryanová – Láska přes internet                 |
| Nejlepší herec ve vedlejší roli | Nejlepší herečka ve vedlejší roli |
| Ed Harris – Truman Show - Robert Duvall – Žaloba - Bill Murray – Jak jsem balil učitelku - Geoffrey Rush – Zamilovaný Shakespeare - Donald Sutherland – Hranice možností - Billy Bob Thornton – Jednoduchý plán | Lynn Redgrave – Bohové a monstra - Kathy Bates – Barvy moci - Brenda Blethyn – Tichý hlas - Judi Dench – Zamilovaný Shakespeare - Sharon Stone – Max a Kevin                                        |
| Nejlepší režie | Nejlepší scénář |
| Steven Spielberg – Zachraňte vojína Ryana - Shekhar Kapur – Královna Alžběta - John Madden – Zamilovaný Shakespeare - Robert Redford – Zaříkávač koní - Peter Weir – Truman Show | Zamilovaný Shakespeare– Marc Norman a Tom Stoppard - Skandál Bulworth – Warren Beatty a Jeremy Pikser - Štěstí – Todd Solondz - Zachraňte vojína Ryana – Robert Rodat - Truman Show – Andrew Niccol |
| Nejlepší filmová píseň | Nejlepší hudba |
| “The Prayer„ – Celine Dion a Andrea Bocelli – Kouzelný meč – Cesta na Camelot - “Reflection„ – Christina Aguilera – Mulan - “The Mighty„ – Sting – Max a Kevin - “Uninvited„ – Alanis Morissette – Město andělů - “When You Believe„ – Whitney Houston a Mariah Carey – Princ egyptský - “The Flame Still Burns„ – Chris Difford, Marti Frederiksen a Mick Jones – Still Crazy – Pořád naplno | Truman Show – Burkhard Dallwitz a Philip Glass - Život brouka – Randy Newman - Mulan – Jerry Goldsmith - Princ egyptský – Stephen Schwartz a Hans Zimmer - Zachraňte vojína Ryana – John Williams   |
| Nejlepší cizojazyčný film | |
| Hlavní nádraží (Brazílie) - Rodinná oslava (Dánsko) - Muži se zbraněmi (Spojené státy americké) - Polská svatba (Nizozemsko) - Tango (Argentina) | |

### Televizní počiny
| Nejlepší televizní seriál (drama) | Nejlepší televizní seriál (komedie) |
| --- | --- |
| - Advokáti - Právo a pořádek - Akta X - Pohotovost - Felicity | - Ally McBealová - Dharma a Greg - Frasier - Všichni starostovi muži - Třeba mě sežer                                                                                               |
| Nejlepší herec v seriálu (drama) | Nejlepší herečka v seriálu (drama) |
| Dylan McDermott – Advokáti - David Duchovny – Akta X - Anthony Edwards – Pohotovost - Lance Henriksen – Milénium - Jimmy Smits – Policie New York                                 | Keri Russell – Felicity - Gillian Anderson – Akta X - Kim Delaney – Policie New York - Roma Downey – Dotek anděla - Julianna Margulies – Pohotovost                                 |
| Nejlepší herec v seriálu (komedie / muzikál) | Nejlepší herečka v seriálu (komedie / muzikál) |
| Michael J. Fox – Všichni starostovi muži - Thomas Gibson – Dharma a Greg - Kelsey Grammer – Frasier - John Lithgow – Takoví normální mimozemšťané - George Segal – Třeba mě sežer | Jenna Elfman – Dharma a Greg - Christina Applegate – Jesse - Calista Flockhart – Ally McBealová - Laura San Giacomo – Třeba mě sežer - Sarah Jessica Parker – Sex ve městě          |
| Nejlepší minisérie nebo TV film | |
| Ze Země na Měsíc - Dítě na prodej - Gia - Merlin - The Temptations | |
| Nejlepší herec v minisérii nebo TV filmu | Nejlepší herečka v minisérii nebo TV filmu |
| Stanley Tucci – Winchell - Peter Fonda – Bouře - Sam Neill – Merlin - Bill Paxton – Jasná lež - Christopher Reeve – Pohled z okna - Patrick Stewart – Moby Dick                   | Angelina Jolie – Gia - Stockard Channing – Dítě na prodej - Laura Dern – Dítě na prodej - Ann-Margret – Život jako večírek: Příběh Pamely Harrimanové - Miranda Richardson – Merlin |
| Nejlepší vedlejší herec v seriálu, minisérii nebo TV filmu | Nejlepší vedlejší herečka v seriálu, minisérii nebo TV filmu |
| Don Cheadle – Rat Pack Gregory Peck – Moby Dick - Joe Mantegna – Rat Pack - David Spade – Třeba mě sežer - Noah Wyle – Pohotovost                                                 | Faye Dunawayová – Gia Camryn Manheim – Advokáti - Helena Bonham Carter – Merlin - Jane Krakowski – Ally McBealová - Wendie Malick – Třeba mě sežer - Susan Sullivan – Dharma a Greg |